# Parafia św. Katarzyny w Warszawie
Parafia św. Katarzyny w Warszawie – parafia rzymskokatolicka wchodząca w skład dekanatu ursynowskiego. Erygowana w 1238, jest najstarszą spośród istniejących parafii w granicach administracyjnych Warszawy.

## Historia
Już w 1065 istniał na terenie Służewa ośrodek misyjny benedyktynów. Parafia św. Katarzyny została ufundowana w 1238 przez księcia Konrada mazowieckiego, erygowana przez biskupa poznańskiego Pawła z Bnina (Bnińskiego). Do XVIII wieku kościół ten podlegał diecezji poznańskiej, później warszawskiej.
Od 1245 do XVIII wieku kolatorami kościoła i parafii był ród Służewskich (herbu Radwan), później majątek Służew został nabyty przez właścicieli Wilanowa. Do 1945 kolatorami kościoła byli kolejno: Czartoryscy, Potoccy i Braniccy.
Najpóźniej od początków XVI wieku przy parafii funkcjonowała szkoła parafialna. Do 1945 przy parafii funkcjonował także dom opieki dla starców i osób niepełnosprawnych ruchowo oraz sierociniec. Do rozbiorów działał mały szpitalik dla ubogich.
Od czerwca 1985 do 14 sierpnia 2013 proboszczem był ks. prałat Józef Maj (od 1984 był wikariuszem).

## Dokumenty
Zachowane akta stanu cywilnego z parafii św.Katarzyny, a także gminy Służew, znajdują się w Archiwum Państwowym w Warszawie, a te, które już zostały zdigitalizowane, są dostępne online na stronie archiwum. Akta do 1804 były spisywane po łacinie, następnie od 1805 do 1868 i ponownie od 1915 po polsku, a w wyniku represji carskich po powstaniu styczniowym, w okresie od 1868 do 1915 po rosyjsku. Akta w formie skróconych tabel czy przetłumaczonych na język polski są również dostępne na różnych stronach poświęconych genealogi m.in. w Genetece bazie Polskiego Towarzystwa Genealogicznego czy Katalogu Ksiąg Metrykalnych w ramach działań grupy projektpodlasie.

## Cmentarze
Z pięciu cmentarzy znajdujących się na terenie dawnej parafii (zajmującej znacznie większy obszar, niż obecnie) do dziś pozostały dwa:
- Stary cmentarz na Służewie w Warszawie
- Nowy cmentarz na Służewie w Warszawie